# Згорње Вртиче
Згорње Вртиче (словен. Zgornje Vrtiče) је насељено место у општини Кунгота, Подравска регија, Словенија.

## Историја
До територијалне реорганизације у Словенији биле су у саставу старе општине Песница.

## Становништво
У попису становништва из 2011. године, Згорње Вртиче су имале 71 становника.
| Број становника према пописима | Број становника према пописима | Број становника према пописима |
| ------------------------------ | ------------------------------ | ------------------------------ |
| 1991                           | 2002                           | 2011                           |
| 87                             | 69                             | 71                             |